# Permindex
La Permindex A.G. (anche chiamata Permanent Industrial Exposition, Permanent Industrial Expositions o Permanent Industrial Exibit) è stata una holding commerciale svizzera, con sede principale a Basilea e altre filiali a Roma e Montréal. La Permindex fu costituita con capitali italiani, svizzeri, canadesi e statunitensi e contava 20 azionisti nel 1960.
Secondo alcune ricostruzioni, ma smentite dalla stessa CIA, la Permindex fu accusata di essere una società di copertura per operazioni della CIA.

## Storia
Le prime notizie certe sulla Permindex risalgono al 1956, quando l'azienda spostò il suo quartier generale a Basilea. La presidenza della società fu affidata all'ex primo ministro ungherese Ferenc Nagy (secondo il giornalista britannico Stephen Dorril, il suo ruolo fu più quello di «un uomo di facciata che potesse apparire interessante a ufficiali governativi e politici»).
Nel 1959, Nagy presentò un piano per costituire «il primo centro commerciale per imprenditori d'Europa» aperto tutto l'anno, attraverso la riqualificazione di quattro palazzi e di un'area complessiva di circa 37 161,22 m² all'interno dell'EUR. Il progetto iniziale, che ricalcava l'International Trade Mart di New Orleans, prevedeva 126 sale d'esposizione divise in 15 grandi categorie di prodotto. Il 20% degli spazi espositivi sarebbe stato riservato ai prodotti di aziende italiane, il 20% a quelli di aziende statunitensi e il restante 60% a quello degli altri Paesi interessati, sulla base della loro produzione. Il costo iniziale dell'operazione fu di 140 milioni di lire l'anno per l'affitto dei palazzi (con un contratto di affitto di nove anni, con opzione di rinnovo per altri nove), più i costi per la riqualificazione (inizialmente stimati in circa un miliardo di lire). Il centro aprì ufficialmente il 16 gennaio 1960 e già nel settembre di quell'anno circa il 60% delle aree espositive risultava occupato.
Gli scarsi risultati dell'azienda portarono la stampa elvetica a diventare più critica lungo i primi anni sessanta. Nel 1961, il quotidiano Basler Arbeiterzeitung arrivò a definire Nagy e gli altri dirigenti della Permindex «un branco di truffatori». Nagy querelò il quotidiano e vinse la causa, ottenendo un rimborso di 3 000 franchi svizzeri. Tuttavia, una delle controllate dell'azienda, la Parkhof, dichiarò bancarotta poco dopo, rendendo chiaro che «quello che Nagy e la Permindex stavano facendo era sostanzialmente una truffa». L'azienda decise quindi di spostare nuovamente il proprio quartier generale a Roma nel 1962, ma dopo soli due anni la compagnia spostò nuovamente la propria sede in Sudafrica.
Il 1º marzo 1967, il rappresentante statunitense nel direttivo della holding e presidente dell'International Trade Mart, Clay Shaw, venne arrestato con l'accusa di aver architettato l'assassinio di John Fitzgerald Kennedy dal procuratore di New Orleans Jim Garrison. Tre giorni dopo, Paese Sera pubblicò un articolo nel quale accusava Shaw di essere in realtà legato alla CIA e che la filiale italiana della Permindex, la "Centro Mondiale Commerciale", fosse in realtà «una creatura della CIA messa su come facciata per il trasferimento in Italia di fondi della CIA e dell'FBI per attività politiche e di spionaggio illegali». Fra le varie accuse rivolte, il quotidiano italiano indicava il finanziamento di gruppi anti-comunisti, l'esistenza di collegamenti con i gruppi fascisti italiani e il sostegno all'Organisation armée secrète, così come un coinvolgimento nel cosiddetto "putsch dei generali" del 1961, volto a deporre il presidente francese Charles de Gaulle.
Mentre le accuse del quotidiano furono ripubblicate nei giorni successivi da vari quotidiani legati ai partiti comunisti in Italia (l'Unità, 5 marzo), Unione Sovietica (Pravda, 7 marzo) e Francia (L'Humanité, 8 marzo), così come da alcuni giornali di sinistra in Grecia e Canada, il 6 marzo Paese Sera coinvolse nella questione anche l'imprenditore canadese Louis Bloomfield, descrivendolo come «un agente americano che finge di essere un imprenditore dal Canada» e che ha «stabilito legami segreti a Roma con deputati della Democrazia Cristiana e dei partiti neo-fascisti». Il 18 marzo, infine, il quotidiano affermò che Shaw in persona organizzò il viaggio del Presidente Kennedy a Dallas (affermazione che poi si rivelò completamente falsa).
Nonostante gli articoli di Paese Sera costituissero la base delle accuse del procuratore Garrison contro Shaw (e per le successive teorie del complotto che considerano la CIA coinvolta nell'omicidio di Kennedy), nessuna di queste accuse fu mai comprovata: Shaw fu assolto completamente nel 1971 dalle accuse, mentre qualunque collegamento fra la CIA e la Permindex fu smentito più volte dall'agenzia statunitense.